# Frassinetto
Frassinetto (Frassinè in piemontese, Frasinei in francoprovenzale) è un comune italiano di 270 abitanti della città metropolitana di Torino, in Piemonte.

## Geografia fisica
Frassinetto si trova su un altopiano confinante con la Valle Soana, in sinistra idrografica della vallata. A nord-est del paese il territorio si eleva con la Punta Quinseina e la Punta di Verzel.

## Origini del nome
L'origine del nome potrebbe derivare della presenza di frassini sul suo territorio, ma è più probabile che derivi dal toponimo Fraxinetum (dall'arabo Farakhshanit), ossia "luogo fortificato", caratteristica ben visibile ancora oggi nel centro storico del paese.

## Storia

### Simboli
Lo stemma e il gonfalone sono stati concessi con decreto del presidente della Repubblica del 1º aprile 1977.
Il gonfalone è un drappo troncato di verde e di bianco.

## Monumenti e luoghi d'interesse
- L'antica chiesa parrocchiale è dedicata a San Bartolomeo ed ha un campanile in pietra medioevale.

- Il comune di Frassinetto ha dedicato al pittore Carlo Bonatto Minella una piccola pinacoteca, inaugurata nel luglio del 2013 [6] e progressivamente arricchita con l'acquisizione di opere del pittore. La struttura è in corso di ampliamento grazie ad un finanziamento statale.[7]

## Società

### Evoluzione demografica
Abitanti censiti

## Geografia antropica

### Frazioni

#### Chiapinetto
Chiapinetto (Ciapinei) è una frazione posta a nord di Frassinetto, dove si trovano gli edifici più vecchi del paese, risalenti anche al 1400.

## Amministrazione
Di seguito è presentata una tabella relativa alle amministrazioni che si sono succedute in questo comune.
| Periodo        | Periodo        | Primo cittadino                | Partito                              | Carica  | Note  |
| -------------- | -------------- | ------------------------------ | ------------------------------------ | ------- | ----- |
| 12 giugno 1988 | 5 giugno 1993  | Gilberto Craveri               | -                                    | Sindaco | [ 9 ] |
| 20 giugno 1993 | 28 aprile 1997 | Gilberto Craveri               | -                                    | Sindaco | [ 9 ] |
| 28 aprile 1997 | 14 maggio 2001 | Gilberto Craveri               | -                                    | Sindaco | [ 9 ] |
| 14 maggio 2001 | 30 maggio 2006 | Bartolomeo Carlo Truffa        | lista civica                         | Sindaco | [ 9 ] |
| 30 maggio 2006 | 20 luglio 2010 | Bartolomeo Carlo Truffa        | lista civica                         | Sindaco | [ 9 ] |
| 16 maggio 2011 | 5 giugno 2016  | Marco Pietro Bonatto Marchello | lista civica Insieme per Frassinetto | Sindaco | [ 9 ] |
| 5 giugno 2016  | 4 ottobre 2021 | Marco Pietro Bonatto Marchello | lista civica Insieme per Frassinetto | Sindaco | [ 9 ] |
| 4 ottobre 2021 | in carica      | Marco Pietro Bonatto Marchello | lista civica Insieme per Frassinetto | Sindaco | [ 9 ] |

### Altre informazioni amministrative
Il comune faceva parte della Comunità Montana Valli Orco e Soana.